# Vladimír Gabriel Míčko
Vladimír Gabriel Míčko (27. listopadu 1941 Praha – 28. ledna 2010 Praha) byl český akademický malíř a restaurátor.

## Životopis
Jeho otec Miroslav Míčko byl historik výtvarného umění a matka Zdena Míčková, rozená Hodinová, byla úřednice.
Studoval na Výtvarné škole v Praze (1955–1959) a posléze na AVU u prof. V. Tittelbacha, V. Rady a F. Jiroudka (1959–1965). V letech 1957–1969 absolvoval řadu studijních a pracovních pobytů v Itálii, Francii, Nizozemsku, Německu, Rakousku a SSSR. V letech 1967–1972 působil na AVU jako asistent.
Jeho první ženou byla Jana Míčková, se kterou se seznámil již během studií na AVU. Druhou ženou byla Eva Míčková, také malířka.
Od konce 60. let pracoval na volné noze a věnoval se malbě a výtvarným experimentům. Živil se restaurováním, zejména nástěnných maleb a renesančních záklopových stropů. Bydlel střídavě v pražských Kobylisích a na chalupě v jižních Čechách v Bořicích u Mirotic, kde se přátelil s výtvarníky usazenými v okolí, např. Jiřím Karmazínem, Milanem Kohoutem, Václavem Turkem či Adélou Matasovou.
Velkou životní ranou byla smrt jeho manželky Evy roku 2005 a poté i syna Gabriela v roce 2009. Zemřel, soužený depresemi a nepochopením, ve věku 68 let 28. ledna 2010 v Praze.

## Dílo
Malířský talent se u něj projevil již v dětském věku a byl důsledně rozvíjen a podporován otcem Miroslavem. Postupně se u něj vyvinul osobitý malířský rukopis. Počátkem sedmdesátých let dospěl ke zcela svéráznému výtvarnému výrazu. Jeho na první pohled divoké, abstraktně expresivní obrazy v sobě ve skutečnosti skrývají vyvážený klid krajiny jižních Čech a Prahy.
Vladimír Míčko byl také experimentátor, např. při práci na ilustracích ke knize svého otce, Testament Mistra Wu. Z tohoto období například pochází tzv. bičové abstrakce, kdy namočil řemínek biče do tuše a prudkými tahy zachycoval pohyb na plochu obrazu. Na prostředek uměleckého vyjádření povýšil i kopírku, s jejíž pomocí vytvářel přímo z přírodnin (květiny, horniny, kůra) struktury k dalšímu zpracování.
Účastnil se mnoha výstav, skupinových i individuálních, zahraničních i tuzemských. Již v roce 1957 získal ocenění na mezinárodní výstavě dětské kresby v Dillí. Potom vystavoval například v Káhiře (1966), v Pont-Aven (1967), v Bologni (1968) a v Praze v Rudolfinu (1971) nebo v Galerii Vincence Kramáře (1983).
Už za svého života se vytrácel ze seznamu jmen známých malířů a postupem doby stále řidčeji vystavoval. Něco z jeho díla však našlo zastoupení v Národní galerii a v mnoha soukromých sbírkách.
Z jeho pozůstalosti byly uspořádány posmrtné výstavy v roce 2013 v obrazárně v Želči u Tábora (společně s manželkou Evou) a v Topičově saloně v Praze (Krajina na křídlech).